# Alla Iljinitschna Ljowuschkina
Alla Iljinitschna Ljowuschkina (russisch Алла Ильинична Лёвушкина; * 5. Mai 1927 in Rjasan, Russische SFSR, Sowjetunion; † 23. Januar 2020) war eine russische Chirurgin. Zu ihren Lebzeiten war sie die älteste Fachärztin Russlands und galt als die älteste praktizierende Chirurgin der Welt.

## Leben
Ljowuschkina hatte ursprünglich Geologin werden wollen, studierte dann aber Medizin an der Moskauer Medizinischen Akademie und spezialisierte sich auf das damals in Russland sehr unbeliebte Gebiet der Proktologie. In einem Interview berichtete sie über die Umstände, unter denen ihre Kommilitonen und sie während des Studiums lebten. Sie hätten die knappen Nahrungsmittel, die ihre Verwandten ihnen geschickt hätten, geteilt und die Flasche Alkohol, die ihnen als Medizinstudenten monatlich zugestanden habe, auf dem Markt gegen Brot eingetauscht. Für einen halben Liter Alkohol habe man einen Laib Brot erhalten.
Ab 1951 arbeitete sie als Chirurgin. Jahrelang war sie in Sibirien tätig. Die Arbeit dort war bei anderen Ärzten aus Furcht vor den täglichen Flügen im Hubschrauber nicht beliebt. Erst im Pensionsalter kehrte sie in ihre Heimatstadt Rjasan zurück.
Von 1949 bis 2018 hat sie geschätzte 10.000 Menschen operiert, wobei es in diesen 67 Jahren nach ihren Angaben zu keinem einzigen Todesfall gekommen sei.
Sie war auch in hohem Alter als Chirurgin weiterhin gefragt und führte an vier Tagen pro Woche Operationen in einer Klinik in der Stadt Rjasan durch. Aufgrund ihrer geringen Körpergröße von rund 1,50 Metern stand sie bei Operationen auf einem Tritt. Für Ljowuschkina war die Chirurgie nicht einfach ein Beruf, sondern eine Lebensart. 2018 kündigte Ljowuschkina ihre Anstellung als Chirurgin.
Ljowuschkina erhielt 2014 einen Preis, der jährlich an die besten Ärzte Russlands verliehen wird. Prämiert werden sowohl praktizierende Ärzte als auch führende Wissenschaftler, die maßgeblich zur Entwicklung der Medizin beigetragen haben.